# ダラス郡 (テキサス州)
ダラス郡（英: Dallas County）は、アメリカ合衆国テキサス州の郡である。人口は261万3539人（2020年）。ダラス郡はその人口で、アメリカ合衆国の中で第9位、テキサス州内では第2位の郡である。郡庁所在地はダラス市（人口1,197,816人）であり、国内で9番目、州内で3番目に人口の多い都市である。ダラス郡は1846年に設立され、郡名は第11代アメリカ合衆国副大統領ジョージ・ミフリン・ダラスに因んで名付けられた。
ダラス郡はダラス・フォートワース大都市圏（メトロプレックスと呼ばれている）に属している。

## 地理
アメリカ合衆国国勢調査局に拠れば、郡域全面積は908平方マイル (2,353 km2)であり、このうち陸地880平方マイル (2,278 km2)、水域は29平方マイル (75 km2)で水域率は3.19%である。

### Major Highways
| - 州間高速道路20号線 - 州間高速道路30号線 - 州間高速道路35号線東 - 州間高速道路45号線 - 州間高速道路635号線 - ダラス北有料道路 - ジョージ・ブッシュ大統領ターンパイク - アメリカ国道67号線 - アメリカ国道75号線 - アメリカ国道77号線 - アメリカ国道80号線 - アメリカ国道175号線 | - テキサス州道5号線 - テキサス州道66号線 - テキサス州道78号線 - テキサス州道114号線 - テキサス州道121号線 - テキサス州道161号線 - テキサス州道183号線 - テキサス州道190号線 - テキサス州道289号線 - テキサス州道342号線 - テキサス州道352号線 - テキサス州道356号線 - テキサス州道環状12号線 |

### 隣接する郡
- コリン郡 - 北
- ロックウォール郡 - 北東
- カウフマン郡 - 東
- エリス郡 - 南
- ジョンソン郡 - 南西
- タラント郡 - 西
- デントン郡 - 北西

## 人口動態
以下は2000年国勢調査による人口統計データである。
| 基礎データ - 人口: 2,218,899人 - 世帯数: 807,621 世帯 - 家族数: 533,837 家族 - 人口密度: 974人/km2（2,523人/mi2） - 住居数: 854,119軒 - 住居密度: 375軒/km2（971軒/mi2） 人種別人口構成 - 白人: 58.35% - アフリカン・アメリカン: 20.31% - ネイティブ・アメリカン: 0.56% - アジア人: 3.98% - 太平洋諸島系: 0.06% - その他の人種: 14.04% - 混血: 2.70% - ヒスパニック・ラテン系: 29.87% 年齢別人口構成 - 18歳未満: 27.9% - 18-24歳: 10.7% - 25-44歳: 34.4% - 45-64歳: 18.9% - 65歳以上: 8.1% - 年齢の中央値: 31歳 - 性比（女性100人あたり男性の人口） - 総人口: 99.8 - 18歳以上: 98.0 | 世帯と家族（対世帯数） - 18歳未満の子供がいる: 35.1% - 結婚・同居している夫婦: 46.9% - 未婚・離婚・死別女性が世帯主: 14.1% - 非家族世帯: 33.9% - 単身世帯: 27.3% - 65歳以上の老人1人暮らし: 5.9% - 平均構成人数 - 世帯: 2.71人 - 家族: 3.34人 収入と家計 - 収入の中央値 - 世帯: 43,324米ドル - 家族: 49,062米ドル - 性別 - 男性: 34,988米ドル - 女性: 29,539米ドル - 人口1人あたり収入: 22,603米ドル - 貧困線以下 - 対人口: 13.4% - 対家族数: 10.6% - 18歳未満: 18.0% - 65歳以上: 10.5% |

## 郡政府
ダラス郡は郡政委員会が統治している。郡政委員会は郡全体で選出される1人の郡判事（委員会議長）と4つの選挙区から各1人が選出される委員よって構成されている。
郡政委員会は郡の政策を立案する主体である。さらに郡判事が上級執行役員であり、管理者の位置づけである。郡内の都市が地方政府に多くの役割を担っている一方で、郡は次の役割を担っている。
郡政委員会は郡の税率を決定し、予算を採択し、委員会と委員を指名し、認可と個人の行動を承認し、郡政府の管理を監督する。各委員は道路と橋地区も監督する。郡政委員会は適切な医療を得られないような人々に急性医療を行う責任がある病院地区の予算と税率も承認する。
ダラス郡の2010年会計年度の予算は約8億7,100万米ドルである。
ダラス郡内にはアメリカ合衆国下院議員の選挙区の全体あるいは一部が入っているものが6区あり、2012年の代表状況は共和党4人、民主党1人である。
ダラス郡内にはテキサス州議会上院議員の選挙区の全体あるいは一部が入っているものが5区あり、2012年の代表状況は共和党4人、民主党1人である。
ダラス郡内にはテキサス州議会下院議員の選挙区の全体あるいは一部が入っているものが16区あり、2012年の代表状況は共和党10人、民主党6人である。

## 政治
ダラス郡は1960年以降の大統領選挙でほとんど共和党候補を支持してきた。1964年と2008年が数少ない例外である。しかい最近は民主党の支持が強くなりつつある。民主党はその地盤になってきたダラス市の効果で力を得てきた。
アメリカ合衆国下院議員の選挙区では第30区と第32区の全体が郡内にあり、第3、第5、第24、第26選挙区が一部郡内に入っている。

## 都市と町
| - アディソン - バルクスプリングス - キャロルトン† - シーダーヒル† - コックレルヒル - コンバイン† - コッペル† - ダラス† - 郡庁所在地 - デソト - ダンカンビル - ファーマーズブランチ - フェリス† - ガーランド† - グレンハイツ† - グランドプレーリー† - グレープバイン† | - ハイランドパーク - ハッチンス - アービング - ランカスター - ルイスビル† - メスキート† - オビラ† - リチャードソン† - ラウレット† - サクセ† - サンドブランチ、未編入の町 - シーゴビル† - サニーベイル - ユニバーシティパーク - ウィルマー - ワイリー† |

†その一部が郡領域から出て隣の郡内に入っている自治体

### 以前に存在した町
- バーズフォート
- バッキンガム、1996年にリチャードソン市に吸収
- エンブリー、1887年にガーランド市と合併
- フルーツデール、1964年にダラス市に併合
- ダッククリーク、1887年にガーランド市と合併
- レトー、ダラス市に併合[9]
- ロンググリーク、1953年にサニーベイル市と合併
- ハッタービル、1953年にサニーベイル市と合併
- ニューホープ、1953年にサニーベイル市と合併
- ホーズリッジ、1887年にオーククリフと合併[10]
- オーククリフ、1903年にダラス市に併合
- ペンスプリングス、1947年にダンカンビル市に併合
- プレザントグローブ、1962年にダラス市に併合
- レンナー、1983年にダラス市に併合
- トリップ、1953年にサニーベイル市と合併
- トリニティミルズ、キャロルトン市に併合[11]

## 教育
ダラス郡の公共教育は下記の独立教育学区が管轄している。
| - キャロルトン・ファーマーズブランチ独立教育学区、一部はデントン郡 - シーダーヒル独立教育学区 - コッペル独立教育学区 - ダラス独立教育学区 - デソト独立教育学区 - ダンカンビル独立教育学区 - フェリス独立教育学区大半はエリス郡 - ガーランド独立教育学区 | - グランドプレーリー独立教育学区 - グレープバイン・コリービル独立教育学区、大半はタラント郡 - ハイランドパーク独立教育学区 - アービング独立教育学区 - ランカスター独立教育学区 - メスキート独立教育学区 - リチャードソン独立教育学区 - サニーベイル独立教育学区 |

## 交通
ダラス・ラブフィールド空港は郡内ダラス市にあり、国内旅客に対応している。
ダラス・フォートワース国際空港はダラス郡アービング市とタラント郡グレープバイン市とユーレス市に入っている。
ダラス地域高速交通が郡内の多くの都市にバスと鉄道の便を運行しており、中でもダラス市のものが最大である。
トリニティ急行鉄道がタラント郡のフォートワース中心街を含め通勤列車を運行している。

## 州政府等の施設
郡内では下記の刑務所を運営している。
- ダラス市リバーフロントブールバード111
  - 北塔刑務所

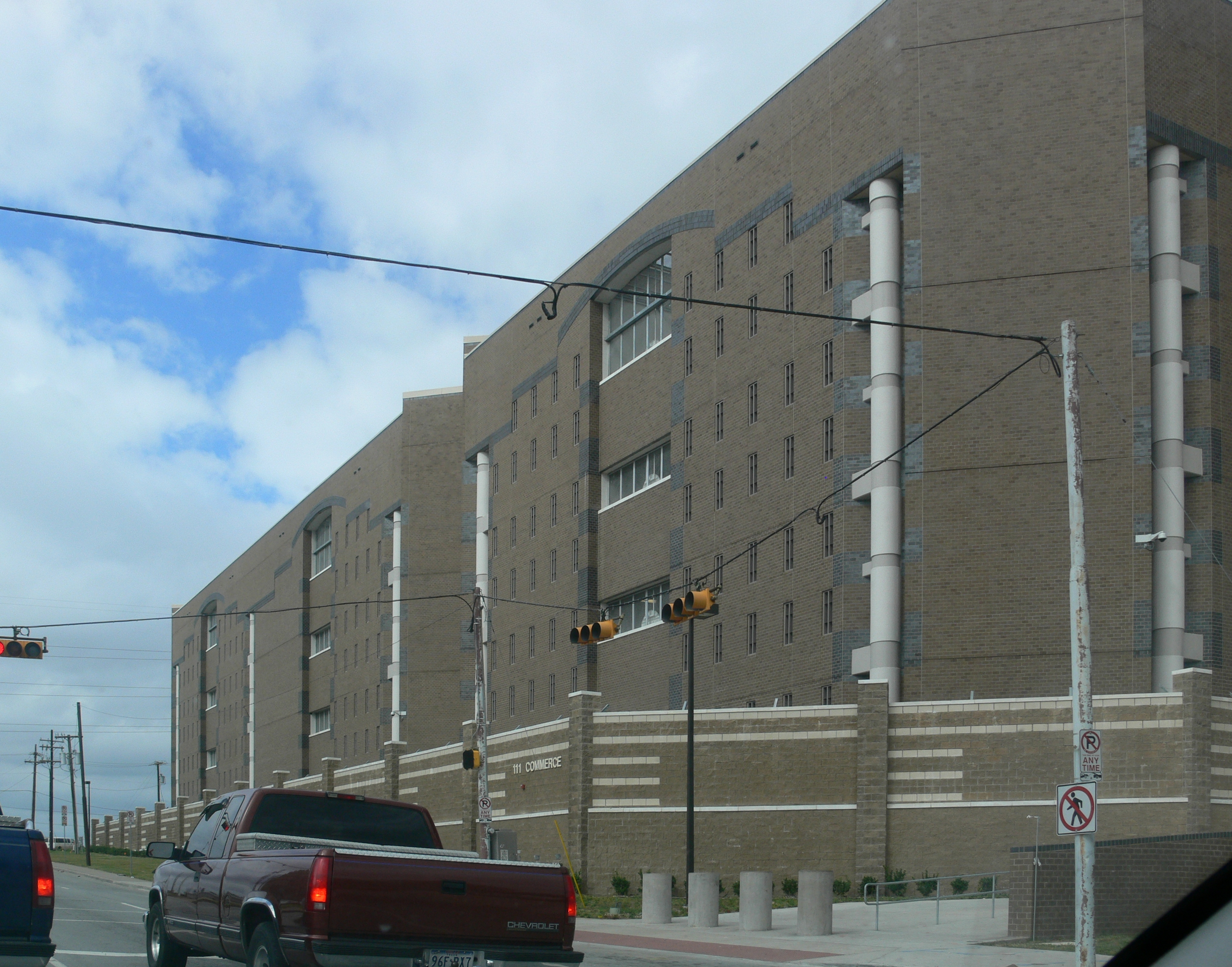
ダラス郡刑務所

  - 南塔刑務所 - スザンヌ・キーズ・タワーとも呼ばれる
  - 西塔刑務所
- ガバメントセンター刑務所 - ダラス市コマース通り600
- デッカー拘留センター - ダラス市ステモンズ・フリーウェイ899
- 旧スザンヌ・キーズ刑務所 - ダラス市産業ブールバード521 - 南塔刑務所に統合し、トリニティリバー・プロジェクトのために解体[13]

テキサス州刑事司法部がハッチンス近くの未編入領域で男性用ハッチンス刑務所を運営している。アメリカ矯正会社が契約により、ダラス市中心街にある男女収容の州立刑務所であるドーソン刑務所を運営している。
連邦政府シーゴビル矯正施設がシーゴビル市にある。